# 大村 (熊本県)
大村（おおむら）は、熊本県の南部、球磨郡にかつてあった村。
現在の人吉市の願成寺町、南泉田町、北泉田町、鬼木町、鶴田町、井ノ口町、合ノ原町、瓦屋町、城本町、駒井田町、上青井町、中青井町、下青井町、上新町（一部）、下新町（一部）に相当する。

## 歴史
- 1889年4月1日 - 町村制施行により、一村単独村政。
- 1933年4月1日 - 人吉町に編入。当村の区域は、同町の甲・乙・丙・丁の4区分となる。

## 学校
- 大村尋常小学校（現在の人吉市立人吉西小学校）